# Палаты А. Ф. Олисова
Палаты А. Ф. Олисова (Дом Левина) — памятник градостроительства и архитектуры в историческом районе Започаинье (Ильинская слобода) Нижнего Новгорода. Построены в 1676 году. Вместе с церковью Успения Божией Матери составляют архитектурный ансамбль посадской застройки Нижнего Новгорода XVII века.
Историческое здание по адресу Крутой переулок, 7 сегодня — объект культурного наследия Российской Федерации.

## История
Род Олисовых берёт начало в XVI веке: Жданко Олисов был земским дьяком и в 1572 году составлял кабальные записи на жителей Нижнего Новгорода. В 1666 году Афанасий Олисов, потомок дьяка, занял должность нижегородского таможенного главы, спустя два года стал крупным поставщиком хлеба в Москву.
В 1672 году Олисов прибыл в Астрахань, где заведовал царскими соляными и рыбными промыслами. Доказательством успешности службы служило то, что он пробыл на должности четыре года вместо положенного в то время одного года. Царь Алексей Михайлович всецело доверял свои понизовые промыслы нижегородцу, исправно поставлявшему соль, рыбу, икру и вязигу в требуемом количестве в кремлёвский Житный двор. В ночь с 29 на 30 января 1676 года Алексей Михайлович умирает. 16 июня на престол вступил его сын Фёдор III Алексеевич. В ходе придворных интриг, А. Ф. Олисов был отстранён от службы в Астрахани и вызван для личного ответа перед молодым царём в Москву. Подготовившись к отъезду, Олисов собрал крупные наличные ценности для подкупа столичных приказных и освободился от доказательств личного обогащения во время государственной службы. Уехав в Нижний Новгород, он велел приказчику Василию Андрееву распродать всё своё имущество в Астрахани.

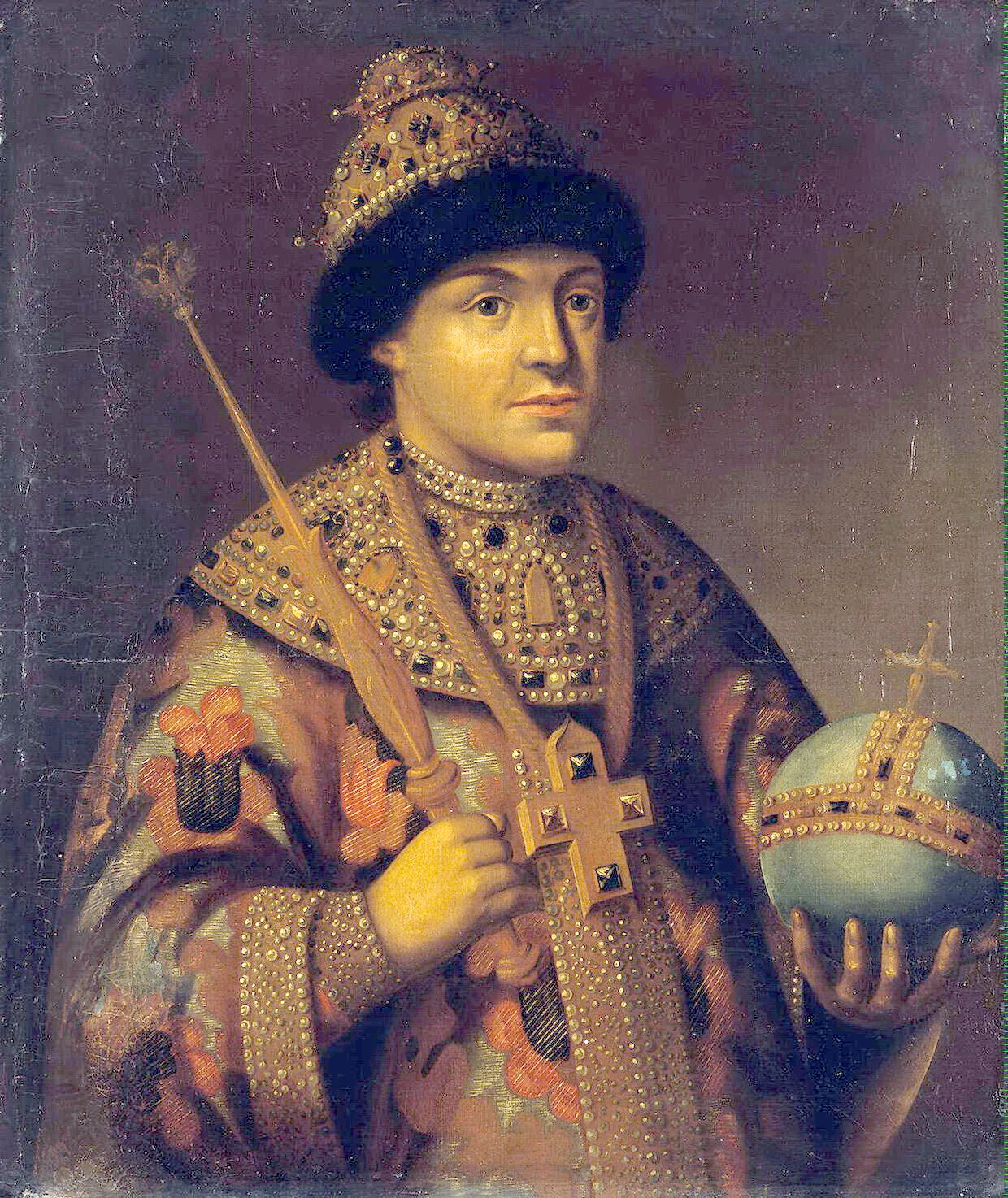
Палаты Олисова возведены в период царствования Фёдора Алексеевича.

Прибыв в Нижний Новгород, Олисов медлил с выездом в столицу. Город в то время переживал пору массового разорения посадского населения из-за непомерных государственных поборов. Олисова «всем миром» упросили назваться земским старостой, а узнав о предстоящей встрече с царём, уговорили донести до него беды Нижегородского посада, благодаря которому совсем недавно возвысился род Романовых. В Москву Олисов отправился как полноправный представитель всего города. Ему удалось подкупить личного советника царя, думного дьяка Дементия Башмачникова и государева казначея Ивана Камынина, которые расположили царя к нижегородцу. Встреча с царём прошла чрезвычайно успешно: Олисов получил высшее купеческое звание, вновь стал управляющим астраханско-яицкими промыслами, а с Нижнего Новгорода были сняты все долги перед казной. А. Ф. Олисова публично провозгласили «отцом радетелем» города.
Во время описанных событий лета 1676 года возле Успенской церкви на Ильинской горе, возведённой в 1672 году на средства Олисова, были выстроены каменные палаты, отвечавшие возросшему статусу купца. Строительство возглавлял сын Олисова, названный родителями также Афанасием.
В списках объектов культурного наследия за 1915 год отмечалось, что палаты принадлежали некоему господину Левину, однако позже выяснилось, что это ошибочное утверждение, поскольку по более точным данным 1918 года накануне национализации дом принадлежал И. Х. Левиной. В 1976 году сотрудники научно-исследовательского предприятия «Этнос» в ходе разработки проекта реставрации задавались вопросом, правомерно ли считать Афанасия Фирсовича Олисова владельцем палат. В поддержку данной версии высказались архитектор-реставратор С. Л. Агафонов и краевед Н. Филатов. В 1999 году в очерке «Каждый род знаменит и славен» Филатов впервые указывал имена каменщиков, возводивших палаты — Андрей и Михаил Григорьевы, однако ссылок на архивные документы, подтверждающие эту информацию, нет.

## Архитектура
В настоящий период палаты имеют два этажа, но изначально над каменной частью был надрублен как минимум ещё один бревенчатый этаж, так как считалось, что жить в толстостенных кирпичных зданиях вредно для здоровья. Исторических данных о деревянной части палат не сохранилось, поэтому во время реставрации её не восстанавливали. Предположительно, здание имело высокую бочкообразную или четырёхскатную с полицами кровлю «колпаком», под которой находились жилые горницы женской половины дома. На коньках кровли находились прорезные гребни. Печные трубы оформлялись в виде причудливых «теремков». Фасад украшали тонкие изразцы, выполненные в виде печатных пряников.
Первый этаж палат был служебным. В нём располагались кладовые, кухни и приказничья горенка, вследствие чего он имел немного небольших оконных проёмов, закрывавшихся на ночь коваными ставнями. Лишь одна угловая горница первого этажа имела два убранных в килевидные наличники окна. Все окна жилого второго этажа украшали килевидные наличники из специальных фигурных кирпичиков. Соединённые между собой, они образовывали ковровый пояс, выделявший жилую часть палат.
С площади Успенской церкви на второй этаж поднимался парадный всход с уникальным для архитектуры того времени набранным из штучного набора порталом. Планировка здания была продуманна и рациональна: по сторонам вытянутого, идущего от входа сводчатого коридора слева располагались две жилые горницы, справа — просторные сени и изолированная от других комната. Сени в торце заканчивались выходом в гульбище — деревянную площадку на столбах с кровлей. К сеням был пристроен тёплый «отход» (туалет), а возле входа устроена внутристенная каменная лестница в бревенчатую часть палат.

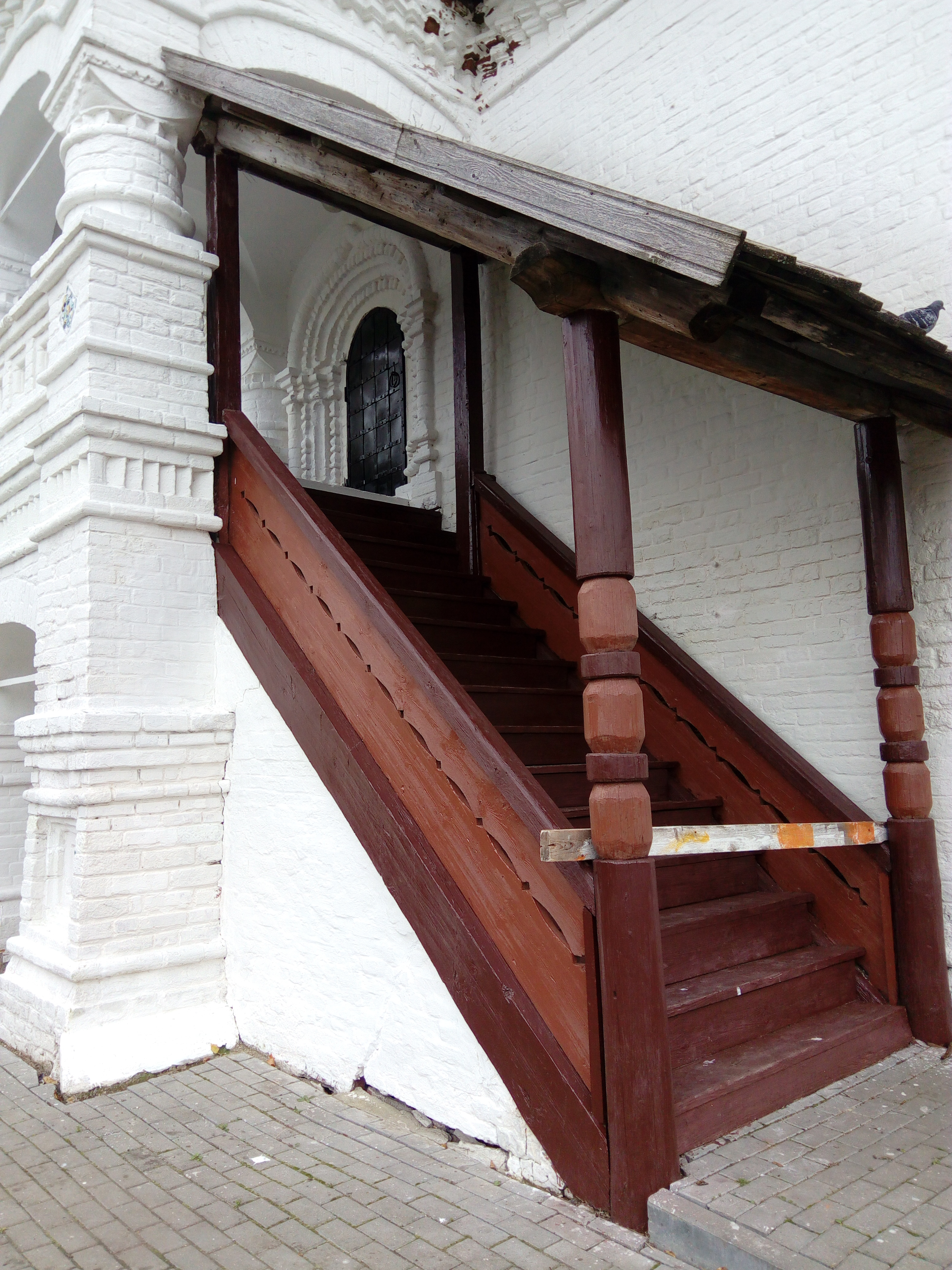
Парадный всход.
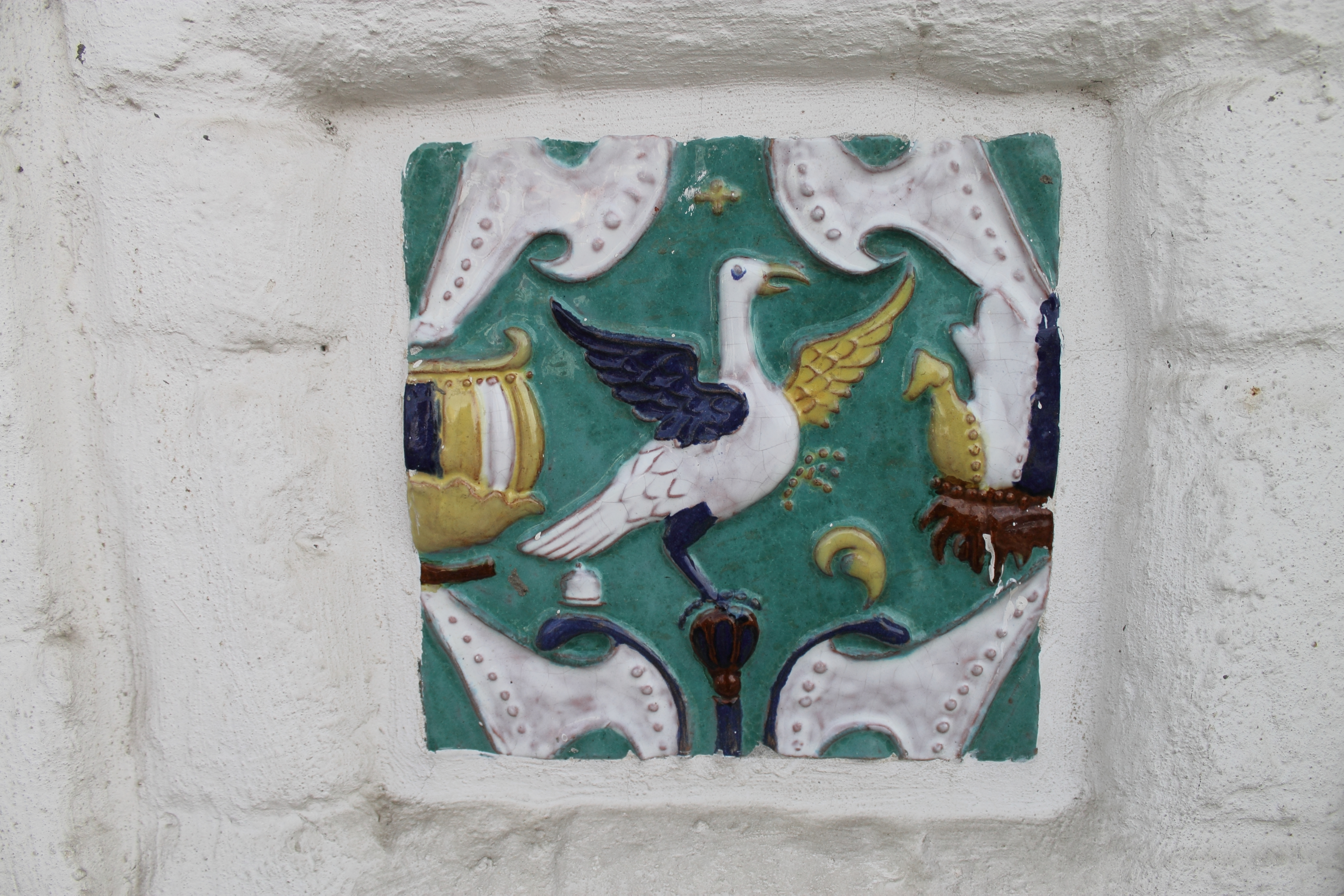
Изразец на фасаде.
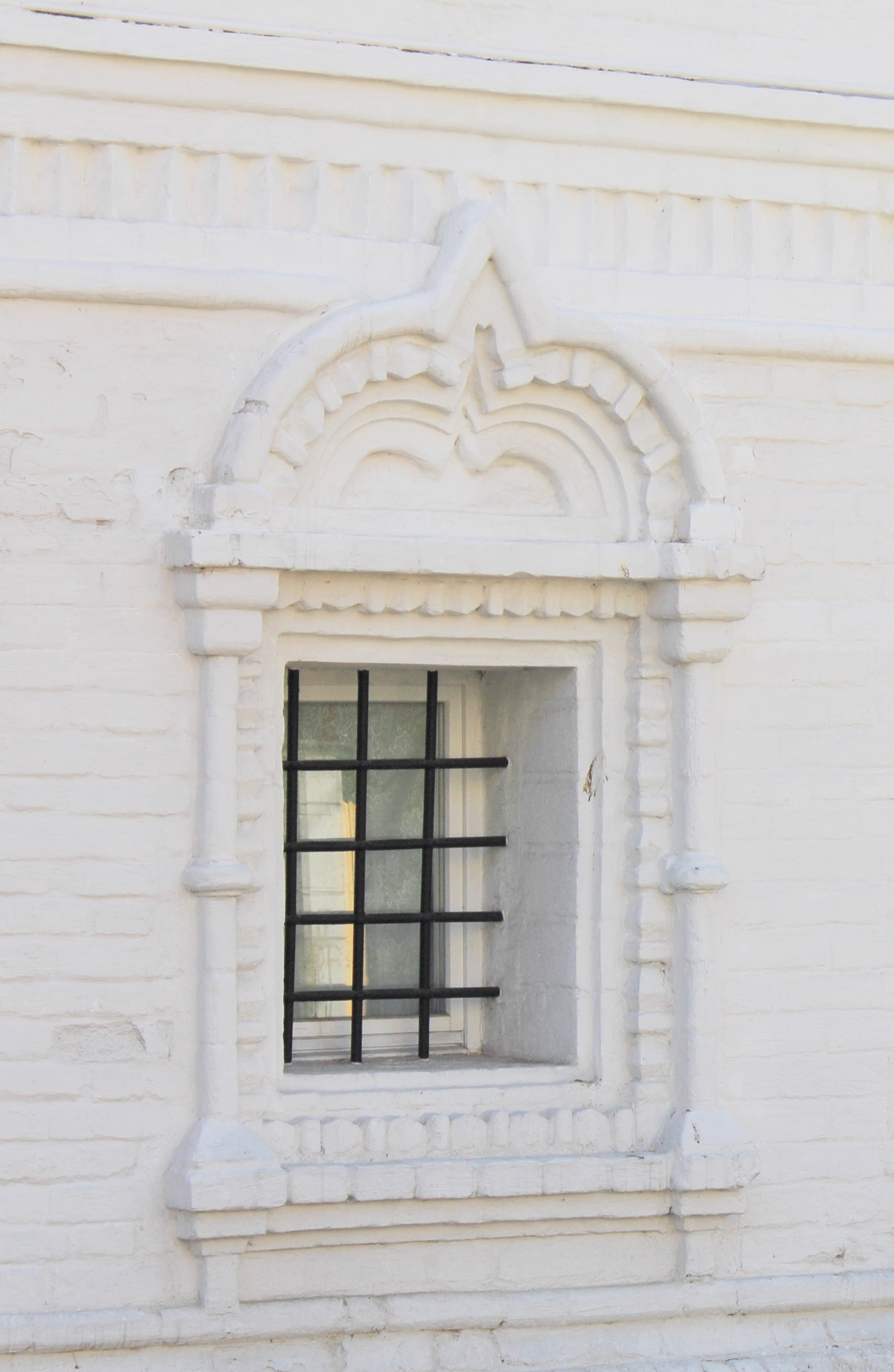
Оформление оконного проёма.
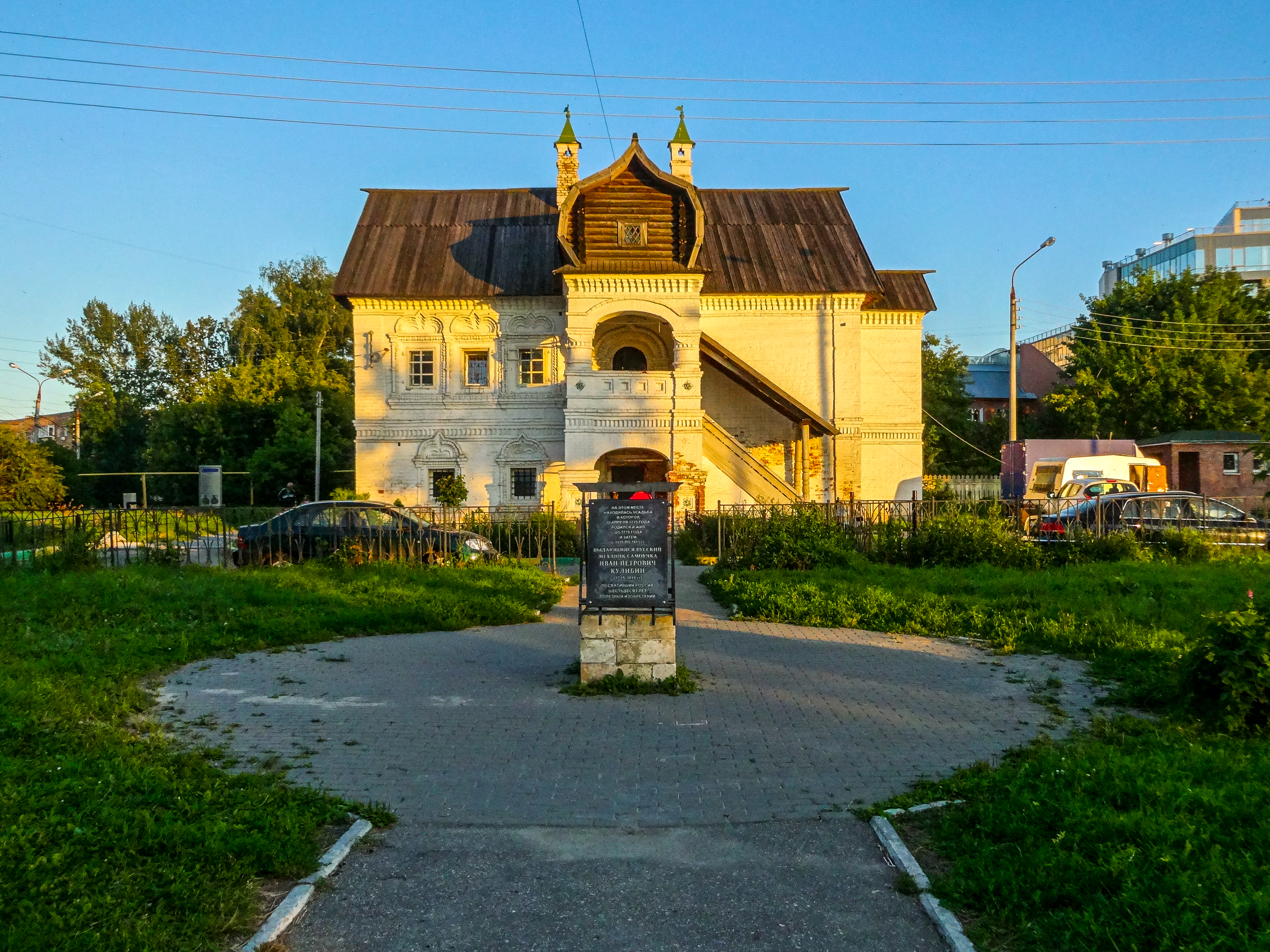
Вид на палаты Афанасия Олисова в июле 2014 года.